# Johanneskirche (Zgorzelec)
Die Johanneskirche bzw. Pfarrkirche St. Johannes (polnisch Kościół św. Jana Chrzciciela) ist eine römisch-katholische Kirche im Zgorzelecer Stadtteil Ujazd in der polnischen Oberlausitz. Sie wurde nach 1900 als evangelische Kirche in der noch eigenständigen Ortschaft Moys errichtet. Im Jahr 1929 wurde Moys nach Görlitz eingemeindet. Nach dem Zweiten Weltkrieg fielen die Gebiete östlich von Oder und Lausitzer Neiße und somit auch die östlichen Görlitzer Stadtteile gemäß dem Potsdamer Abkommen an Polen. Die Kirche wird seit dem Kriegsende von einer polnischen Gemeinde als katholische Pfarrkirche genutzt. Sie gehört dem Dekanat Zgorzelec an. Die Kirche ist Johannes dem Täufer geweiht.

## Geschichte

Einweihungsfeier der evangelischen Kirche in Moys

Die Ortschaft Moys wurde im 14. Jahrhundert erstmals erwähnt. Moys war in die evangelische Kirchgemeinde Görlitz eingepfarrt. Die Gläubigen besuchten zu den Gottesdiensten die Dreifaltigkeitskirche am Obermarkt oder die Peterskirche. In beiden Kirchen existierte eine Moyser Empore. Seit 1894 wurde in den Wintermonaten Dezember bis März je ein Abendgottesdienst von Geistlichen der Peterskirche im alten Schulhaus in Moys abgehalten, um den Fußmarsch bis in die Görlitzer Altstadt zu vermeiden. Später fanden die Gottesdienste auch im Gasthaussaal des Gasthofs Stadt Brünn statt. Mit dem Anstieg der Bevölkerung stieg auch das Verlangen der Moyser Bürger nach einem eigenen Kirchenbau.
Am 11. Mai 1899 konstituierte sich ein örtlicher Kirchbauverein. Noch im gleichen Jahr spendete die Witwe Davida von Berge dem Gemeindekirchenrat 10.000 Mark für den Kirchenbau. Sie stellte jedoch die Bedingung, dass der Bau innerhalb von fünf Jahren ausgeführt werden sollte. Der Unternehmer Julius Arnade, Besitzer der Moyser Kofferfabrik, schenkte der Gemeinde das Baugrundstück an der Seidenberger Straße (heute: ulica Łużycka).
Am 24. November 1905 fand schließlich die Grundsteinlegung statt. Man hatte sich für den neoromanischen Entwurf des Architekten Arno Eugen Fritsche entschieden, der auch die Görlitzer Lutherkirche entwarf. Die Bauausführung übernahm Maurermeister Fehler, Vater des späteren Oberbürgermeisters Alfred Fehler.
Bereits am 15. Mai 1907 wurde die Kirche durch den anwesenden Liegnitzer Generalsuperintendent Wilhelm Haupt und Superintendent Kirchhofer eingeweiht. Der Görlitzer Architekt Gustav Röhr gestaltete die Festdekoration von der Seidenberger Straße bis hin zur Kirche. Röhr war auch für die Gestaltung des Taufsteins zuständig. Der Kirchenbau kostete 80.940,15 Mark, davon hatte der Kirchenbauverein 8.426,15 Mark gesammelt. Auch zahlreiche Ausstattungsgegenstände wurden gespendet. Am 26. September 1906 fand die Glockenweihe statt. Die drei Bronzeglocken mit der Disposition es-g-b wurden 1906 von der renommierten Gießerei Schilling hergestellt und wogen 2,15 Tonnen.
Zwei der drei Glocken wurden während des Ersten Weltkriegs beschlagnahmt und für die Rüstungsindustrie eingeschmolzen. Im Jahr 1919 wurden drei neue Stahlgussglocken aufgezogen. Sie wurden von Elisabeth Haebler gestiftet. Mit dem Guss war das Unternehmen Schilling & Lattermann beauftragt. Die Glocken wogen jeweils 250, 450 und 900 Kilogramm. Die drei Glocken hängen noch heute im Kirchturm. Die Inschriften auf den Glocken lauten: „Seid Fröhlich in Hoffnung“, „Geduldig in Trübsal“ und „Haltet an im Gebet“.
Die Kirche blieb in Görlitz eingepfarrt und war Teil der Peterskirchgemeinde. Nach dem Ende des Zweiten Weltkriegs musste die Kirche 1958 von der evangelischen Kirche an die römisch-katholische St.-Bonifatius-Gemeinde übergeben werden, worauf das protestantisch geprägte Innere entsprechend der römisch-katholischen Vorgaben verändert wurde. In den folgenden Jahren wurden Sanierungsarbeiten an dem Kirchenbau durchgeführt. Seit 1961 werden wieder regelmäßig Messen in der Kirche abgehalten. Im April 1972 wurde die Kirche aus der Pfarrei St. Bonifatius ausgegliedert und bildet seitdem eine eigenständige Pfarrei. In der Zeit nach 1945 wurde an das westliche Kirchenschiff ein zweigeschossiges Haus mit Flachdach angebaut.